# لنی گلاور
لنی گلاور (انگلیسی: Lenny Glover؛ زادهٔ ۳۱ ژانویهٔ ۱۹۴۴) بازیکن فوتبال اهل بریتانیا است.
از باشگاه‌هایی که در آن بازی کرده‌است می‌توان به باشگاه فوتبال چارلتون اتلتیک، باشگاه فوتبال هارلو تاون، باشگاه فوتبال شپشد دینامو، باشگاه فوتبال کترینگ تاون، و باشگاه فوتبال لستر سیتی اشاره کرد.